# Paul Kagame
Paul Kagame (Gitarama, 23 de outubro de 1957) é um político ruandense e atual presidente de Ruanda desde 2000.
Kagame nasceu na cidade de Gitarama, na região central do país e migrou com sua família para Uganda, refugiando-se de ataques sofridos pelos tutsis, sua etnia, perpetrados por hutus. Aos 22 anos de idade Kagame alistou-se no Exército de Resistência Nacional (NRA, na sigla em inglês), guerrilha armada em luta pela derrubada do presidente ugandense Milton Obote. Tendo obtido sucesso, Kagame fundou a Frente Patriótica Ruandesa (FPR) em 1986, ao lado de outros refugiados tutsis, com o objetivo de tomar o poder em Ruanda.
Com o atentado que matou o presidente ruandês hutu Juvénal Habyarimana em 1994 teve início uma guerra civil, conflito que opôs os hutus e os tutsis. Durante a crise decorrente do genocídio contra os tutsis, a FPR aproveitou-se para invadir o país, e encerrou o conflito suplantando as forças rivais. Formou-se um governo de coalizão, sob a presidência do hutu moderado Pasteur Bizimungu, tendo Paul Kagame como seu vice-presidente. Kagame era apontado como o homem-forte do país, que se envolveu nesse período na Primeira e na Segunda guerras do Congo, motivadas por tensões étnicas e acesso a recursos minerais lucrativos.
Em 2000, após desentendimentos, Bizimungu foi cassado, e Kagame assumiu o poder provisoriamente, referendado pelo Parlamento. Seu governo é acusado de impedir a liberdade de imprensa e de expressão. Kagame foi eleito em 2003 por sufrágio universal, sob suspeitas de fraude e cooptação de eleitores, para um mandato de sete anos, com possibilidade de reeleição uma vez.
Sob a liderança de Kagame, a tensão étnica foi reduzida. A economia do país e as condições de vida do povo melhoraram consideravelmente com o passar do tempo. Contudo, alegações de corrupção e centralização do poder foram constantes para o presidente.
Em agosto de 2017, foi reeleito mais uma vez para o terceiro mandato como presidente de Ruanda, com mais de 98% dos votos.
Kagame tem sido acusado de mandar assassinar dissidentes no exílio. Ele próprio foi bem diretoː "Quem trair o país pagará o preço, garanto-vos. Qualquer pessoa ainda viva que possa estar a conspirar contra o Ruanda, seja quem for, pagará o preço. Quem quer que seja, é uma questão de tempo".

## Presidente de Ruanda

### Ascensão
No final da década de 1990, Kagame passou a discordar publicamente de Bizimungu e do governo Hutu de Ruanda. Kagame acusou-o de corrupção e improbidade administrativa, enquanto este acreditava não ter poder sobre as nomeações ao gabinete e sustentava que a Assembleia Nacional vinha sendo controlada por Kagame. Em 24 de março de 2000, Bizimungu renunciou à presidência sem motivações precisamente esclarecidas. Seguindo uma ordem emitida pela Suprema Corte do país, Kagame assumiu interinamente a presidência até que um novo sucessor fosse eleito.
Kagame já vinha sendo o líder de facto do país desde 1994, mas com foco nas questões militares e diplomáticas do que propriamente nos assuntos internos do país. Em 2000, conseguiu reduzir as ameaças dos grupos rebeldes fronteiriços e, mais precisamente após a renúncia de Bizimungu, decidiu ascender a presidência definitivamente. A constituição transicional ainda estava em efeito, o que significava que os ministro de Estado e a Assembleia Nacional elegeriam o novo presidente, ao invés de eleições diretas.
A Frente Patriótica Ruandesa selecionou Kagame e o secretário-geral Charles Murigande como candidatos à sucessão presidencial. Kagame foi eleito por oito votos contra três recebidos por Murigande e foi empossado em abril de 2000. Diversos líderes hutu, incluindo o Primeiro-ministro Pierre-Célestin Rwigema, romperam com o governo em protesto à renúncia de Bizimungu, que fundou seu próprio partido político anos mais tarde. Em represália ao crescimento político de seu partido, Bizimungu foi acusado de corrupção e incitar violência pública, sendo detido em 2007.

### Reforma constitucional

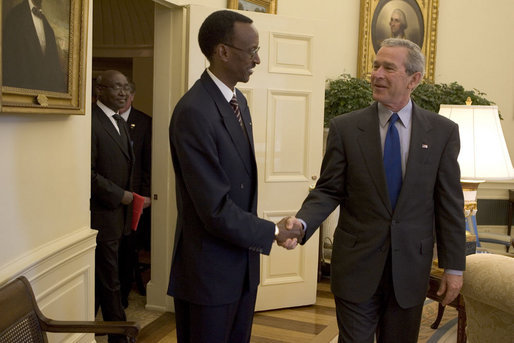
Paul Kagame e George W. Bush durante visita à Casa Branca em 2005.

Entre 1994 e 2003, Ruanda foi regida por uma série de leis combinando a Constituição de 1991, os Acordos de Arusha e outros protocolos adicionais implantados pelo governo transitório de Kagame. Como exigido pelos acordos, Kagame convocou uma comissão constitucional para elaborar uma nova lei fundamental ao país. A constituição deveria absorver os princípios fundamentais anteriormente seguidos, como divisão e equilíbrio de poderes e a democracia. A comissão encarregou-se de elaborar uma constituição voltada às necessidades internas do país e que refletisse a visão da ampla maioria da população.
Um esboço da constituição foi apresentado em 2003 e, após aprovação pela Assembleia Nacional, realizou-se um referendo em maio do mesmo ano. O referendo promovido pelo governo teve um segundo turno realizado dias depois, no qual a constituição foi aceita por 93% da população. A nova constituição estabelecia um parlamento bicameral, um mandato presidencial de sete anos de duração e liberdade para abertura de partidos políticos, além de proibir a hegemonia hutu ou tutsi sobre questões políticas e sociais. Contudo, apesar da liberdade política, o Artigo 54 afirma que "organizações políticas estão proibidas de terem como base raça, grupo étnico, tribo, clã, região, sexo, religião ou quaisquer outras divisões que venham a alimentar a discriminação". De acordo com a Human Rights Watch, tal artigo impossibilita um estado multipartidário ao passo em que "sob o pretexto de evitar outro genocídio, o governo executa uma marcada intolerância às formas básicas de dissensão".